# Fruto de la papa

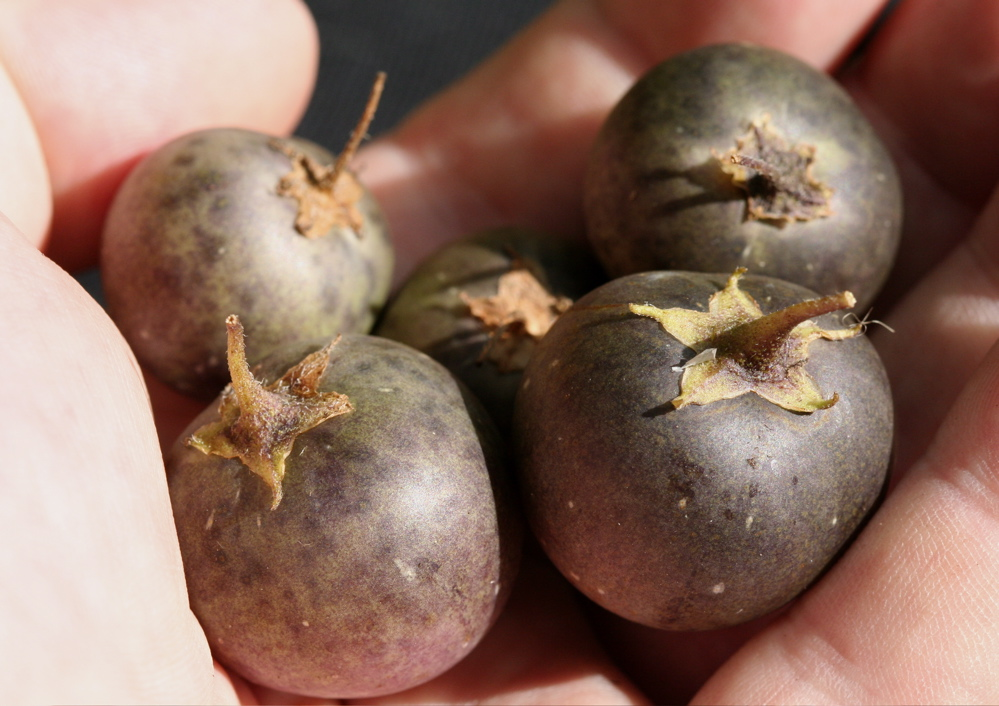
Los frutos tóxicos producidos por las plantas maduras de papa.

El fruto de la papa es la parte de la planta de la papa que después de la floración produce una fruta venenosa parecida al tomate cherri.

## Características
Después de la floración, las plantas de papa producen pequeños frutos verdes que se asemejan a los tomates cherri verdes, cada uno con unas 300 semillas. Como todas las demás partes de la planta, excepto los tubérculos, la fruta contiene el alcaloide tóxico solanina y, por lo tanto, no es apta para el consumo. Todas las nuevas variedades de papa se cultivan a partir de semillas, también llamadas «semilla de papa verdadera», «TPS» o «semilla botánica» para distinguirla de los tubérculos-semilla. Las nuevas variedades cultivadas a partir de semillas se pueden propagar vegetativamente plantando tubérculos, trozos de tubérculos cortados para incluir al menos uno o dos ojos, o esquejes, una práctica utilizada en los invernaderos para la producción de tubérculos semilla sanos. Las plantas propagadas a partir de tubérculos son clones del padre, mientras que las propagadas a partir de semillas producen una variedad de variedades diferentes.
Los frutos de papa se producen cuando las plantas experimentan temperaturas frescas y suficiente agua. En 2014, muchos jardineros en Míchigan (Estados Unidos), se alarmaron cuando encontraron la fruta verde que normalmente no se produce en la planta de papa en esa región. Esto se debió a que el clima en julio de ese año fue más fresco y húmedo de lo normal, lo que permitió que las flores de las plantas tuvieran tiempo suficiente para polinizarse y producir frutos.